# Jules Vandenpeereboom
Pour les articles homonymes, voir Vandenpeereboom.
Jules Vandenpeereboom, né à Courtrai le 18 mars 1843 et mort à Anderlecht le 6 mars 1917, est un homme politique belge. Il est associé à l'échec de la mise en place d'une représentation proportionnelle dans les grands arrondissements par le Parti catholique.

## Jeunesse et études
Jules Pierre Henri François Xavier Vandenpeereboom est le fils de Henri Louis Ange Vandenpeereboom, négociant, et de Sophie Marie Josèphe Delacroix. Il est le neveu de Ernest Vandenpeereboom et l'oncle d'Alphonse Vandenpeereboom, tous deux hommes politiques. 
Il fait ses études de droit à l'université catholique de Louvain et s'inscrit au barreau de Courtrai en 1865 après avoir achevé son doctorat. Il est avocat au barreau de Courtrai de 1865 à 1914.  

## Carrière politique
Jules Vandenpeereboom occupe de nombreux postes différents tout au long de sa carrière politique qui commence en 1872 en tant que conseiller communal et ne se finit que le 6 mars 1917, jour de sa mort. Durant l'entièreté de son parcours politique, Jules Vandenpeereboom reste fidèle au Parti catholique. 

### Débuts en politique
Sa carrière politique débute lorsqu'il est élu au conseil communal de la ville de Courtrai de 1872 à 1884. Il est ensuite élu député de Courtrai à la Chambre des représentants de 1878 à 1900.

### Ministre
Jules Vandenpeereboom est nommé ministre des Chemins de fer, des Postes et du Télégraphe le 16 janvier 1884 et reste en poste jusqu'au 24 janvier 1899. Durant ces années, en tant que ministre, il instaure de nombreuses mesures telles que l'introduction des premiers timbres bilingues français-néerlandais, l'instauration du dimanche comme jour de congé pour les postiers ou encore l'adoption du temps de Greenwich pour les horaires des chemins de fer, permettant ainsi aux trains d'être en accord avec les horaires des autres pays européens. Cette mesure, annoncée durant l'automne 1890, est fortement critiquée par la presse belge et suscite de vifs débats au parlement. La mesure rentre tout de même en vigueur dans la nuit du 30 avril au 1er mai 1892 et le recul de 17 minutes et 29 secondes s'applique finalement à l'ensemble de la population.

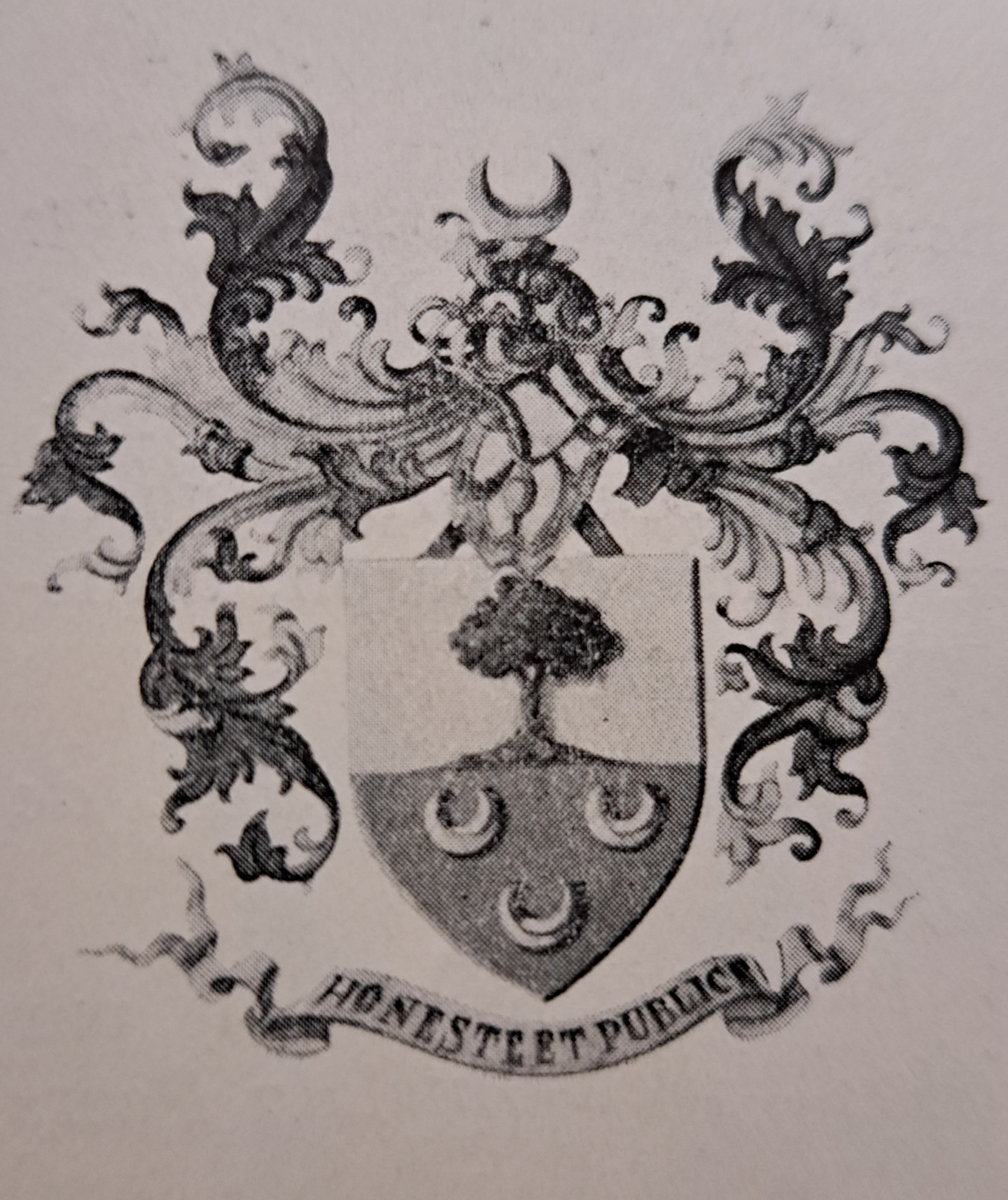
Blason de la Famille Vandenpeereboom

Jules Vandenpeereboom fait à nouveau parler de lui en 1893 lorsqu'il veut imposer un examen rigoureux aux femmes souhaitant travailler comme auxiliaires des télégraphes. Cette mesure, considérée à l'époque comme « antiféministe », suscite l'indignation de la presse et des personnalités féministes de l'époque, car dans les faits il était impossible pour les femmes de le réussir. En effet, alors que le travail ne consiste qu'à mettre en relation deux personnes, l'examen porte sur les deux langues nationales, l'écriture, l'arithmétique, la géographie, l'allemand, l'anglais et une autre langue, les matières d'administration, l'algèbre et la géométrie, la physique et la chimie. Face à l'opposition grandissante, Jules Vandenpeereboom est forcé d'annuler la mesure.  
Du 11 novembre 1896 au 5 août 1899, Jules Vandenpeereboom occupe le poste de ministre de la Guerre à titre d’intérim. Durant son ministère il ne prend à aucun moment la parole vis-à-vis des débats que suscite la question congolaise. En juin 1897, il est accusé d'exercer diverses pressions sur les militaires belges afin de les envoyer au Congo, mais ces accusations sont jugées trop vagues par le gouvernement qui n'en tient pas compte.      

### Chef de cabinet
Jules Vandenpeereboom est nommé chef de cabinet le 24 janvier 1899. Il succède à Paul de Smet de Naeyer qui est forcé de démissionner à la suite de son échec face à la question de la représentation proportionnelle.
Le lendemain de son accession, Vandenpeereboom annonce son envie de modifier le système électoral. Le 19 avril, il dépose un projet qui instaure la représentation proportionnelle dans les grandes villes (majoritairement libérales et socialistes) tout en gardant le scrutin majoritaire dans les arrondissements petits et moyens majoritairement acquis à la cause catholique. Cette proposition permettrait  au Parti catholique de s’incruster définitivement  au pouvoir.  L'opposition, principalement socialiste, fait tout pour retarder le vote, et avoir le temps de s'organiser pour manifester.  
Le débat à la Chambre a finalement lieu le 27 juin dans un contexte de grande tension. En effet, de crainte d'une invasion du parlement, on ouvre l'accès aux salles de réunion pour les citoyens qui veulent s'entretenir avec des députés socialistes. La séance dégénère quand le député catholique Jules Renkin entame son discours sur le budget des chemins de fer qui est couvert par le brouhaha des députés socialistes qui chantent en chœur La Marseillaise et le Ô Vandenpeereboom, un chant de contestation face au gouvernement Vandenpeereboom. Renkin reçoit alors des boulettes de papier lancées par le député Émile Vandervelde tandis que Jules Vandenpeereboom est lui insulté de « Vieux Cornichon », ce qui décide celui-ci à mettre fin à la séance. Le lendemain, la séance est à nouveau interrompue par des députés socialistes qui ont amené flûtes et cornes pour faire le plus grand bruit possible alors que d'autres se battent avec les défenseurs du texte. Le même jour, une manifestation rassemblant entre 9 000 et 10 000 personnes éclate à Bruxelles. Les manifestants qui scandent : « À bas le roi de carton ! Vive la République ! Démission ! Révolution ! » se confrontent aux forces de l'ordre qui ont été envoyées pour les encadrer. Des barricades sont érigées par les manifestants qui bombardent les gendarmes venus en renfort avec des pavés arrachés, des verres de bière et des briques volées sur les chantiers alentour. Des coups de feu retentissent alors des deux côtés faisant plusieurs blessés. Le 29 juin, les socialistes désignent Jules Vandenpeereboom responsable des événements et lui ordonnent de retirer le projet de loi sans quoi les manifestations continueraient et les députés demanderaient au roi de dissoudre la Chambre. Mais les socialistes ne sont pas entendus et ils se rassemblent sur la place de Louvain avant de défiler accompagnés d'un millier de manifestants chantant La Marseillaise et La Carmagnole, deux chants révolutionnaires. La gendarmerie doit une nouvelle fois intervenir et s'ensuit une véritable guérilla urbaine. À Anderlecht, les fenêtres du domicile de Jules Vandenpeereboom sont cassées pendant la nuit. Au total, au moins 200 personnes sont blessées et 53 arrêtées pendant ces affrontements.
Afin de calmer la situation, Vandenpeereboom décide de créer une commission composée des différentes tendances représentées au parlement qui est chargée d'examiner le projet de loi. La  commission de la Chambre rejette finalement le projet du gouvernement le 31 juillet 1899 par huit voix contre huit abstentions. Le même jour, Jules Vandenpeereboom présente sa démission au roi. 
Il est remplacé le 5 août par le gouvernement de Smet de Naeyer II.

### Fin de vie
Le 7 mai 1900, Jules Vandenpeereboom est nommé ministre d'État, un titre purement honorifique et protocolaire décerné par le roi.
De 1904 à 1912, il occupe le poste de sénateur à la Commission des chemins de fer, des postes et télégraphes avant de devenir membre de la Commission des chemins de fer entre 1913 et 1914. En tant que membre de la commission, il préside aux travaux de la Commission pour l'étude des réformes à préconiser en matière d'habitations à bon marché, qui est une initiative du gouvernement. 
Pendant la Première Guerre mondiale, il devient président du Comité de secours et d'alimentation à Anderlecht.
Il meurt le 6 mars 1917 à 73 ans dans cette même commune.

## Mandats et fonctions
- Avocat au barreau de Courtrai : 1865-1914.
- Conseiller communal de Courtrai : 1872-1884.
- Député de Courtrai : 1878-1900.
- Ministre des Chemins de Fer, des Postes et Télégraphes : 16 juin 1884 - 5 août 1899.
- Ministre de la Guerre : 11 novembre 1896 - 5 août 1899.
- Chef de cabinet : 24 janvier 1899 - 5 août 1899.
- Sénateur provincial de Flandre occidentale : 15 juillet 1904 - 6 mars 1917.
- Ministre d'État : 7 mai 1900 - 6 mars 1917.

## Hommage

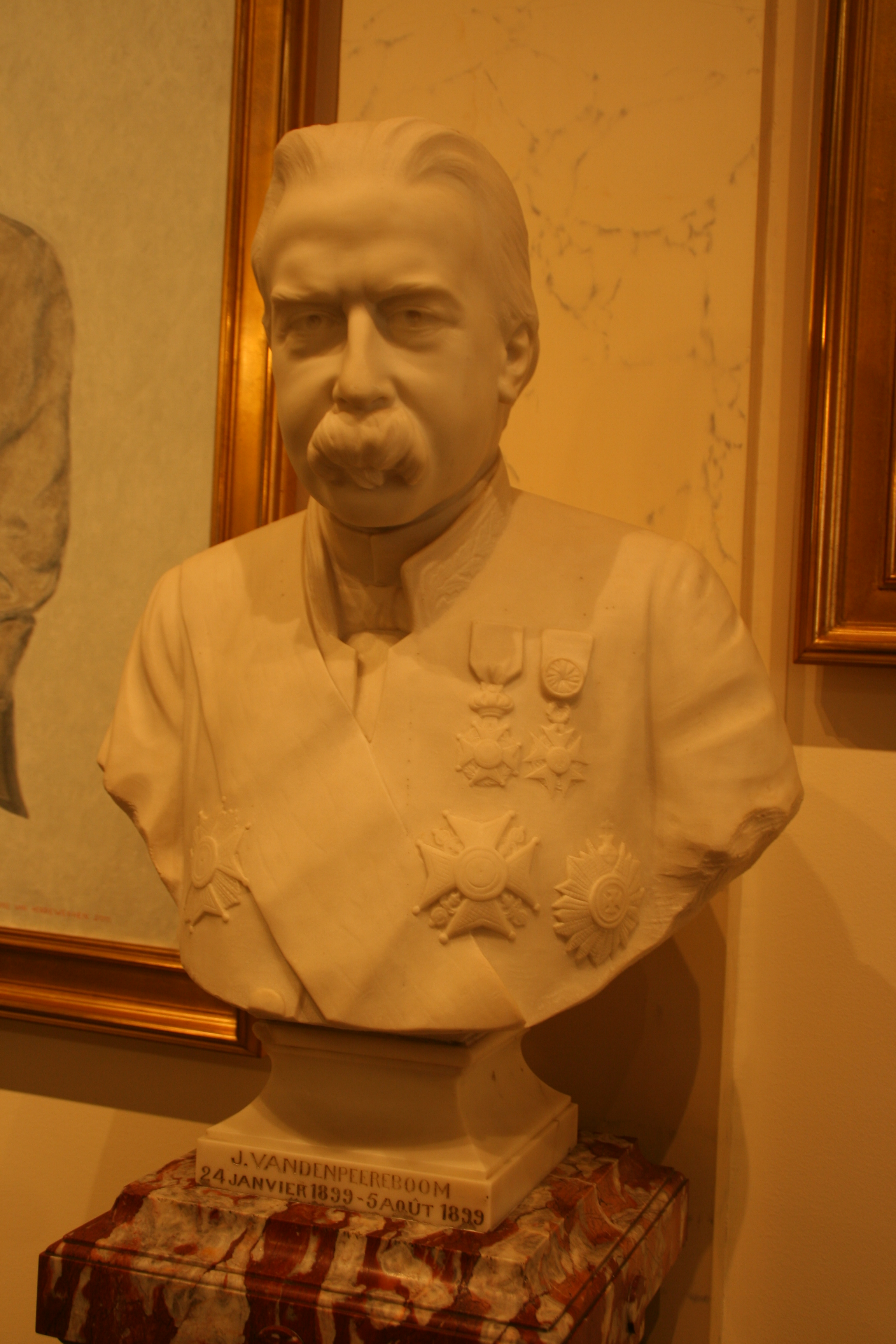
Buste de Jules Vandenpeereboom au palais de la Nation à Bruxelles.

### L'ancienne propriété Vandenpeereboom
Ce catholique ultra-conservateur avait légué à l’État belge une demeure, construite en 1890 au 17, place de la Vaillance. En 1890, il acheté plusieurs anciennes maisonnettes de chanoines, face au parvis de la Collégiale Saints-Pierre-et-Guidon d'Anderlecht. Il les fit abattre pour y édifier une nouvelle maison patricienne de style néo-Renaissance avec deux tours, dans le style du XVIe siècle. Il s'agit d'une réalisation de l'architecte François Malfait. À l’intérieur subsiste une riche décoration qui compte de nombreux lambris, des vitraux et de grandes cheminées en pierre, dans lesquelles sont intégrés des éléments sculptés anciens de récupération. 
Aussi surnommée Musée Vandenpeereboom pour sa riche collection d'antiquités se composant d'armes et de meubles anciens, cette propriété est achetée en 1890 alors que Jules Vandenpeereboom est encore ministre des Chemins de Fer, des Postes et Télégrammes. 
À sa mort, Jules Vandenpeereboom lègue l'ensemble de ses collections ainsi que sa propriété à l'État belge avec pour seule condition que le lieu reste accessible au public.
La propriété Vandenpeereboom est actuellement occupée par l’académie des beaux-arts néerlandophone, l’« Academie voor Beeldende Kunsten ».
La propriété est classée comme Ensemble le 28 février 2002 sous le nom de « Ancienne propriété Vandenpeereboom ».

## Distinctions
- Chevalier de l'ordre de Léopold .
- Grand officier de la Légion d'honneur.
- Grand cordon de l'ordre de Charles III d'Espagne.
- Grand-croix de l'ordre du Christ en 1886 (Portugal).